# Plaque d'immatriculation mongole
 (août 2020).
Si vous disposez d'ouvrages ou d'articles de référence ou si vous connaissez des sites web de qualité traitant du thème abordé ici, merci de compléter l'article en donnant les références utiles à sa vérifiabilité et en les liant à la section « Notes et références ».

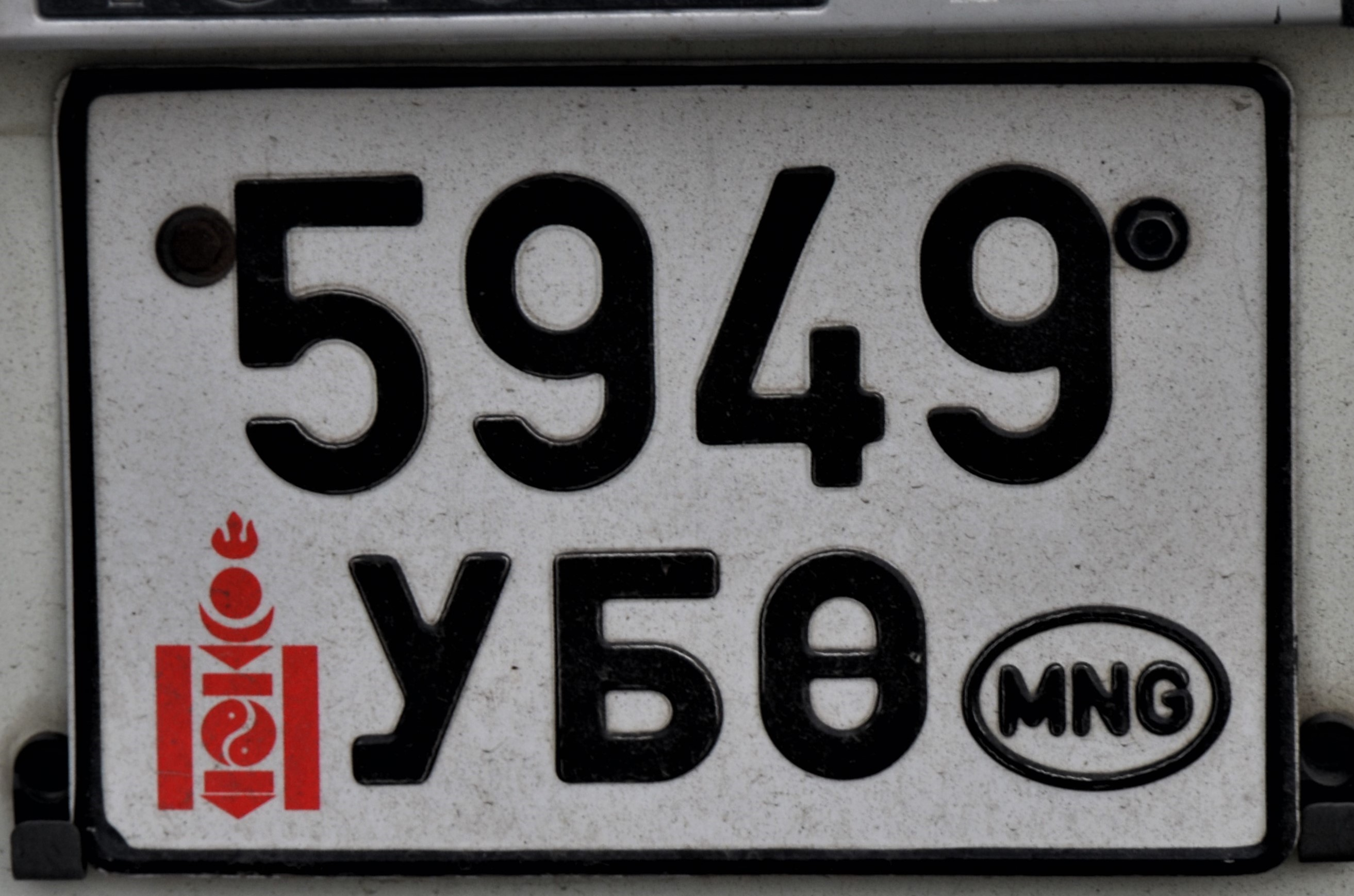
Plaque d'immatriculation actuelle mongole ― 5949-УБӨ

Les plaques d'immatriculation mongoles sont composées de 4 chiffres et 3 lettres. 
Exemple : 1234-АБВ. Elles sont nommées d'un code : MNG.

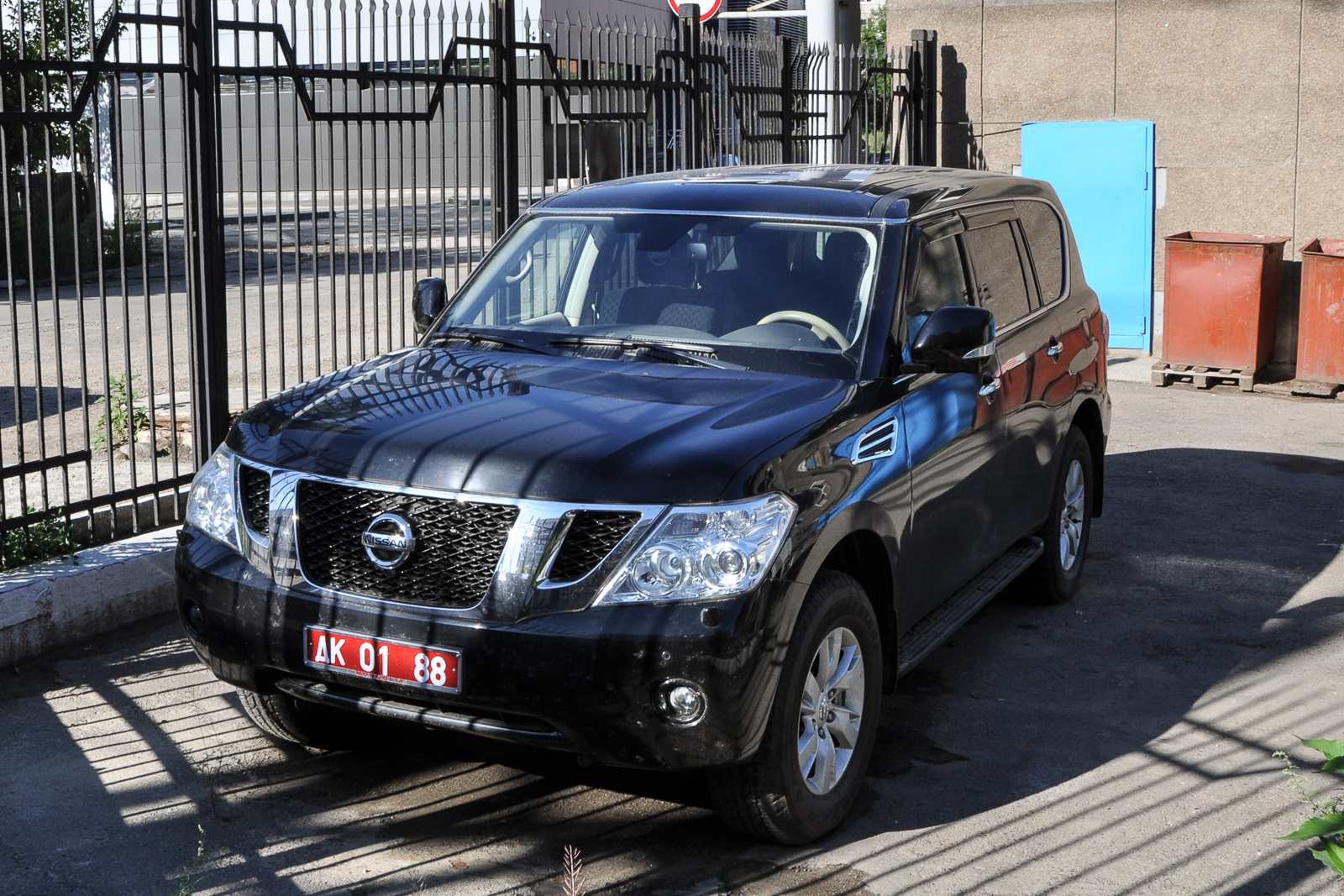
Plaque d'immatriculation diplomatique mongole ― ДК 01 88.

## Diplomatique
Les plaques diplomatiques sont composées de 2 lettres, 2 chiffres, 2 chiffres. Exemple : ДК 12 34.

## 1940 - 1962

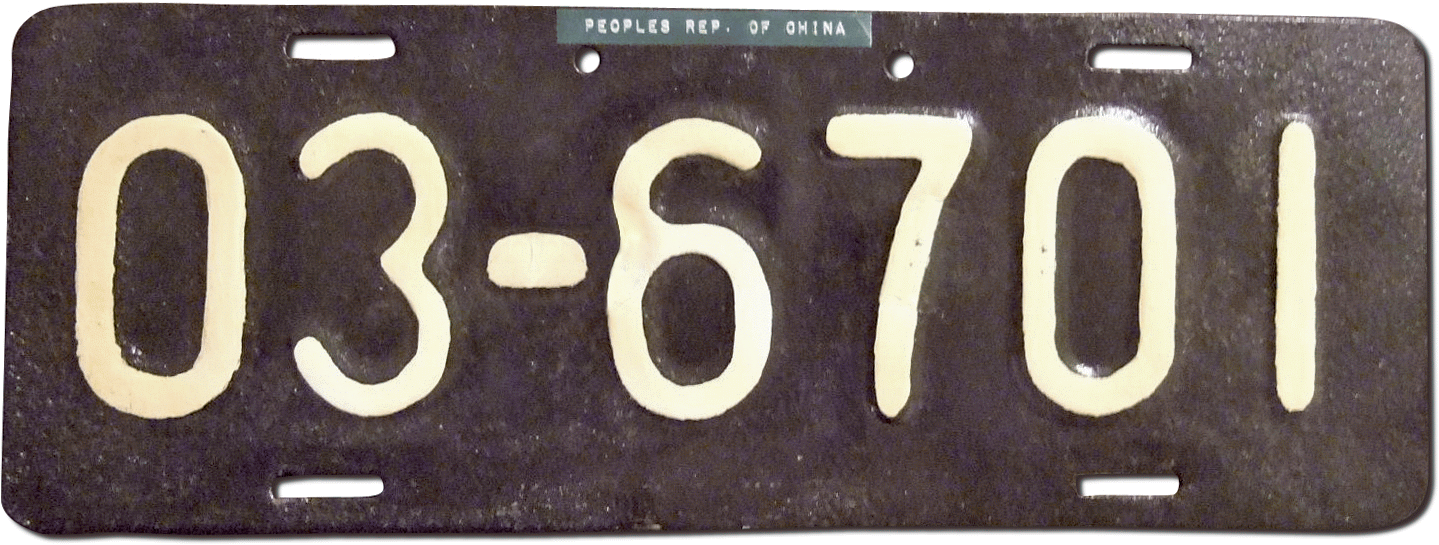
Plaque d'immatriculation mongole de 1940 ― 03-6701.

Les anciennes plaques d'immatriculation mongoles de 1940 sont composées de 2 chiffres, 4 chiffres. Exemple : 12-3456.

## 1963 - 1972

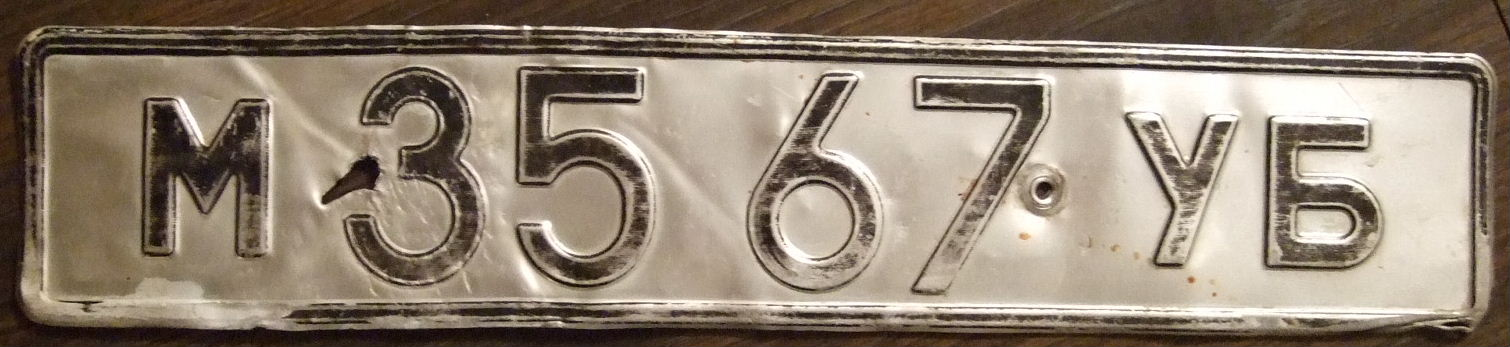
Plaque d'immatriculation mongole de 1963 ― М•35 67•УВ.

Les anciennes plaques d'immatriculation mongoles de 1963 sont composées de 1 lettre, 2 chiffres, 2 chiffres, 2 lettres. Exemple : A•12-34•БВ

## Départements
| Code       | Ville/Village |
| ---------- | ------------- |
| AP         | Arkhangai     |
| БX         | Bayankhongor  |
| БH         | Baganuur      |
| БӨ         | Bayan-Ölgii   |
| БУ         | Bulgan        |
| ГС         | Govisümber    |
| ДА         | Darkhan       |
| ДО         | Dornod        |
| ДГ         | Dornogovi     |
| ДУ         | Dundgovi      |
| OP         | Orkhon        |
| ГА         | Govi-Altai    |
| ХЭ         | Khentii       |
| XO         | Khovd         |
| XӨ         | Khövsgöl      |
| HA         | Nalaikh       |
| ӨМ         | Ömnögovi      |
| ӨВ         | Övörkhangai   |
| СЭ         | Selenge       |
| CY, СБ     | Sükhbaatar    |
| ТӨ         | Töv           |
| УБ, УН, УА | Ulaanbaatar   |
| УВ         | Uvs           |
| ЗА         | Zavkhan       |